# Cryptochloa capillata
Cryptochloa capillata é uma espécie de planta do gênero Cryptochloa e da família Poaceae. 

## Taxonomia
A espécie foi descrita em 1982 por Thomas Robert Soderstrom. 
Os seguintes sinônimos já foram catalogados:  
- Olyra capillata  Trin.
- Raddia capillata  (Trin.) Hitchc.

## Forma de vida
É uma espécie terrícola e herbácea. 

## Descrição
Plantas com colmos eretos, 50-150 centímetros de altura. Ela tem 6-9 folhas  por
colmo; com pseudopecíolo pubescente a hirsuto; lâminas oval-lanceoladas de 14-16 x 2,5-3,7
cm, ápice geralmente simétrico, glabras. Sinflorescências terminais paniculadas,
1-6 por colmo, laxas ou menos freqüentemente subcontraídas, portando espiguetas
masculinas inferiormente e 1 feminina no ápice de cada ramo, ou apenas
masculinas; as axilares racemosas, com espiguetas masculinas inferiormente,
muito cedo caducas e as femininas na porção mais apical, ou apenas espiguetas
femininas. Espiguetas femininas lanceoladas, 15-23 milímetros de comprimento; gluma inferior
mais longa que a superior, aristada, ou ambas aristadas e subiguais, geralmente
glabras ou às vezes com tricomas esparsos no ápice, 3-5-nervadas; antécio de 9-11
mm de comprimento, glabro; espiguetas masculinas lanceoladas, glabras ou pilosas, glumas
às vezes presente; lema aristado.    
| Caule                     | Caule                        |
| ------------------------- | ---------------------------- |
| altura das planta         | maior que 50 centímetros alt |
| Folha                     |                              |
| ápice da folha            | simétrico                    |
| forma da folha            | oval-lanceolada              |
| número de folha por colmo | 6 a 9                        |
| Inflorescência            |                              |
| antécio feminino          | glabro                       |
| espigueta feminina        | numerosa na sinflorescência  |
| espigueta masculina       | lema aristado                |

## Conservação
A espécie faz parte da Lista Vermelha das espécies ameaçadas do estado do Espírito Santo, no sudeste do Brasil. A lista foi publicada em 13 de junho de 2005 por intermédio do decreto estadual nº 1.499-R. 

## Distribuição
A espécie é encontrada nos estados brasileiros de Amapá, Bahia, Espírito Santo, Goiás, Maranhão, Minas Gerais, Mato Grosso, Pará, Rio de Janeiro, Roraima e São Paulo. 
A espécie é encontrada nos  domínios fitogeográficos de Floresta Amazônica, Cerrado e Mata Atlântica, em regiões com vegetação de mata ciliar, floresta de terra firme, floresta de inundação, floresta ombrófila pluvial e restinga.